# Hôtel Muret
L'hôtel Muret est un hôtel particulier situé à Limoges dans le département de la Haute-Vienne en région Nouvelle-Aquitaine.

## Historique
L'hôtel avec sa cour et son sol, en totalité est inscrit au titre des monuments historiques par arrêté du 5 octobre 2012.